# Cardinals de Louisville
Pour les articles homonymes, voir Cardinals.
Les Cardinals de Louisville (en anglais : Louisville Cardinals) sont un club omnisports universitaire de l'université de Louisville située à Louisville dans le Kentucky.
Les équipes sportives des Cardinals participent aux compétitions universitaires organisées par la National Collegiate Athletic Associationen tant que membres de l'Atlantic Coast Conference depuis 2014. Avant cette date, les Cardinals évoluaient dans l'American Athletic Conference (2013-2014), la Big East Conference (2005 à 2013) et la Conference USA (1995 à 2005).
La plus fameuse équipe des Cardinals est celle de basket-ball, créée en 1911. Cette dernière a remporté trois titres nationaux en 1980 et 1986. L'université s'est vu retirer son titre de 2013 à la suite d'une affaire de corruption.
Un autre programme important à Louisville est le volley-ball. L'équipe de football américain est créée en 1912. Elle dispute ses matchs à domicile au L&N Federal Credit Union Stadium, enceinte de 60 800 places inaugurée en 1998. Le baseball est pratiqué depuis 1909 par les Cardinals.

## Palmarès

### Football américain
- Trophée Heisman :
  - Lamar Jackson, saison 2016[2].

- Champion de conférence :
  - Saisons 1970, 1972, 2000, 2001, 2004, 2006, 2011, 2012[3].

- Champion de division :
  - Saison 2016[3].

- Bowls[4] :
  - Beef 'O' Brady's Bowl 2010 ;
  - Fenway Bowl 2022 ;
  - Fiesta Bowl 1990 ;
  - Liberty Bowl 1993, 2001, 2004 ;
  - Music City Bowl : 2015,  2019 ;
  - Orange Bowl 2007 : (BCS - saison 2006) ;
  - Pasadena Bowl 1970 (match nul) ;
  - Russell Athletic Bowl 2013 ;
  - Sugar Bowl 2013 (BCS - saison 2012) ;
  - Sun Bowl 1957.

### Basketball Masculin
- Championnat NCAA de basket-ball masculin : 1980, 1986, 2013[5]
- Final Four : 1959, 1972, 1975, 1982, 1983, 2005, 2012[5]
- Champion du tournoi de Conférence : 1928, 1929, 1978, 1980, 1981, 1983, 1986, 1988, 1989, 1990, 1993, 1994, 1995, 2003, 2005, 2009, 2012, 2013, 2014[5]
- Champion de Conférence de la saison régulière : 1967, 1968, 1969, 1971, 1972, 1974, 1975, 1977, 1979, 1980, 1981, 1983, 1984, 1986, 1987, 1988, 1990, 1993, 1994, 2005, 2009, 2013, 2014[5]

### Basketball Féminin
- Championnat NCAA féminin de basket-ball :
  - Vice-champion : 2009, 2013
  - Final Four : 2018, 2022
- Champion du tournoi de Conférence : 1978, 1979, 1980, 1981, 1983, 1984, 1993, 2018
- Champion de Conférence de la saison régulière : 1983-84, 1991-92, 1992-93, 1996-97, 1998-99, 2000-01, 2017-18, 2018–19, 2019–20, 2020–21

### Baseball

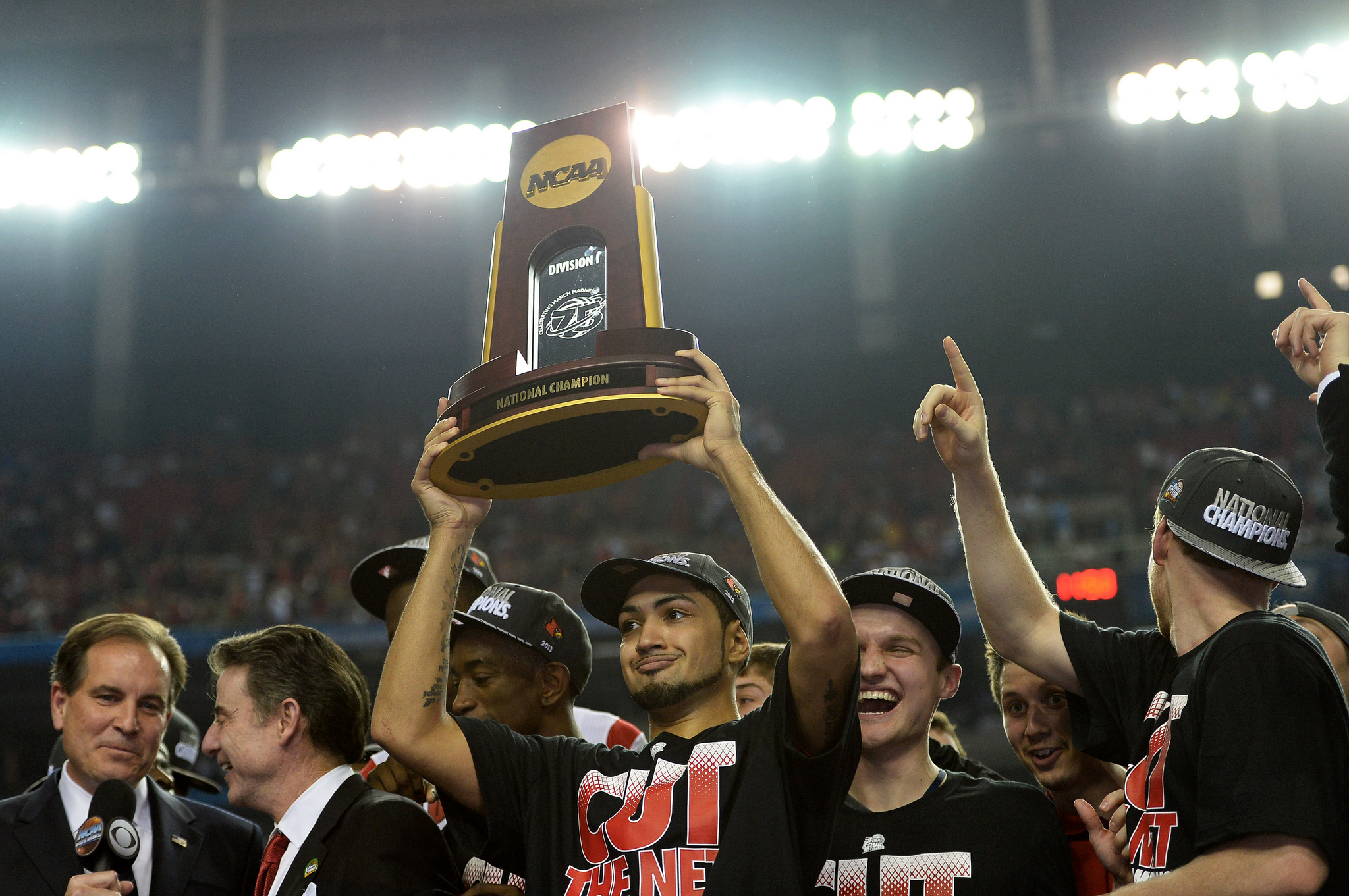
L'équipe de basket-ball recevant le trophée après sa victoire dans le tournoi NCAA 2013.

- Apparition aux College World Series : 2007, 2013, 2014, 2017, 2019
- Champion du tournoi de Conférence : 2008, 2009
- Champion de Conférence de la saison régulière : 1983, 1984, 2009, 2010, 2012, 2013, 2014

### Soccer Masculin
- Championnat NCAA masculin de soccer masculin : vice-champion 2010
- Champion du tournoi de Conférence : 2010, 2018
- Champion de Conférence de la saison régulière : 2009, 2010, 2013

### Soccer Féminin
- Champion de Conférence de la saison régulière : 2010

### Volley-ball
- Championnat NCAA féminin de volley-ball :
  - Vice-champion : 2022
  - Final Four : 2021
- Champion du tournoi de Conférence : 1998, 2000, 2003, 2004, 2006, 2008, 2009, 2010
- Champion de Conférence de la saison régulière : 1990, 1991, 1992, 1993, 1994, 1995, 1996, 1997, 1999, 2002, 2003, 2004, 2005, 2007, 2012, 2013, 2015, 2017, 2020, 2021, 2022

### Softball
- Champion du tournoi de Conférence : 2007, 2012
- Champion de Conférence de la saison régulière : 1990, 1991, 1992, 1993, 1994, 1995, 1996, 1997, 1999, 2002, 2003, 2004, 2005, 2007, 2012, 2013

### Hockey sur gazon
- Champion du tournoi de Conférence : 1977, 1978, 2003, 2004
- Champion de Conférence de la saison régulière : 2002, 2004, 2006, 2007, 2008, 2013

### Tennis Masculin
- Champion de Conférence de la saison régulière : 2000, 2006, 2010, 2011, 2012

### Crosse Féminine
- Champion de Conférence de la saison régulière : 2014
- Champion du tournoi de Conférence : 2014

### Aviron
- Champion de Conférence : 2009, 2011, 2014

### Golf Masculin
- Champion de Conférence : 2007, 2009

### Golf Féminin
- Champion de Conférence : 2006, 2007, 2009, 2010, 2014

### Natation et Plongée Masculin
- Champion Individuelle NCAA : Carlos Almeida (2012, 200 mètres brasse), Joao De Lucca (2013, 200 mètres freestyle), Joao De Lucca (2014, 100 mètres freestyle), Joao De Lucca (2014, 200 mètres freestyle)
- Champion de Conférence : 2010, 2011, 2013

### Natation et Plongée Féminine
- Champion de Conférence : 2011, 2012, 2013, 2014

### Athlétisme Intérieur Masculin
- Champion Individuelle NCAA : Andre Black (2007, Triple Jump), Tone Belt (2007, Long Jump)

### Athlétisme Extérieure Masculin
- Champion Individuelle NCAA : Matt Hughes (2010, 3000 Meters), Matt Hughes (2011, 3000 Meters)
- Champion de Conférence : 2007

### Athlétisme Intérieur Féminine
- Championne Individuelle NCAA : D'Ana McCarty (2009, Weight Throw), D'Ana McCarty (2010, Weight Throw)
- Champion de Conférence : 2011

### Athlétisme Extérieure Masculin
- Champion de Conférence : 2008, 2009, 2010, 2011, 2012

### Cross Country Masculin
- Champion de Conférence : 2007, 2013

### Cross Country Féminin
- Champion de Conférence : 1996

## Rivalités
- Bearcats de Cincinnati
- Wildcats du Kentucky